# Paniza
Paniza è un comune spagnolo di 702 abitanti situato nella comunità autonoma dell'Aragona.
Nel paese si erge una bella torre mudéjar che fa parte della chiesa di Nuestra Señora de los Angeles (edificata nel XV secolo).
Paniza ha dato i natali a Santiago Hernandez, pedagogo e politico messicano di fama internazionale. In realtà Don Santiago era un aragonese purosangue, che però visse la maggior parte della sua vita in Messico, paese dove si era rifugiato subito dopo la Guerra civile spagnola (1936-1939).